# Старо-Село (Силістринська область)
Ста́ро-Се́ло (болг. Старо село) — село в Силістринській області Болгарії. Входить до складу общини Тутракан.

## Населення
За даними перепису населення 2011 року у селі проживали 899 осіб, з них 894 особи (99,4%) — болгари.
Розподіл населення за віком у 2011 році:
Динаміка населення: